# Kasur
Kasur (in urdu قصُور) è una città del Pakistan, situata nella provincia del Punjab.